# Белау (Плен)
Белау (нім. Belau) — громада в Німеччині, розташована в землі Шлезвіг-Гольштейн. Входить до складу району Плен. Складова частина об'єднання громад Бокгорст-Ванкендорф.
Площа — 14,89 км2. Населення становить 395 ос. (станом на 31 грудня 2020).

## Галерея

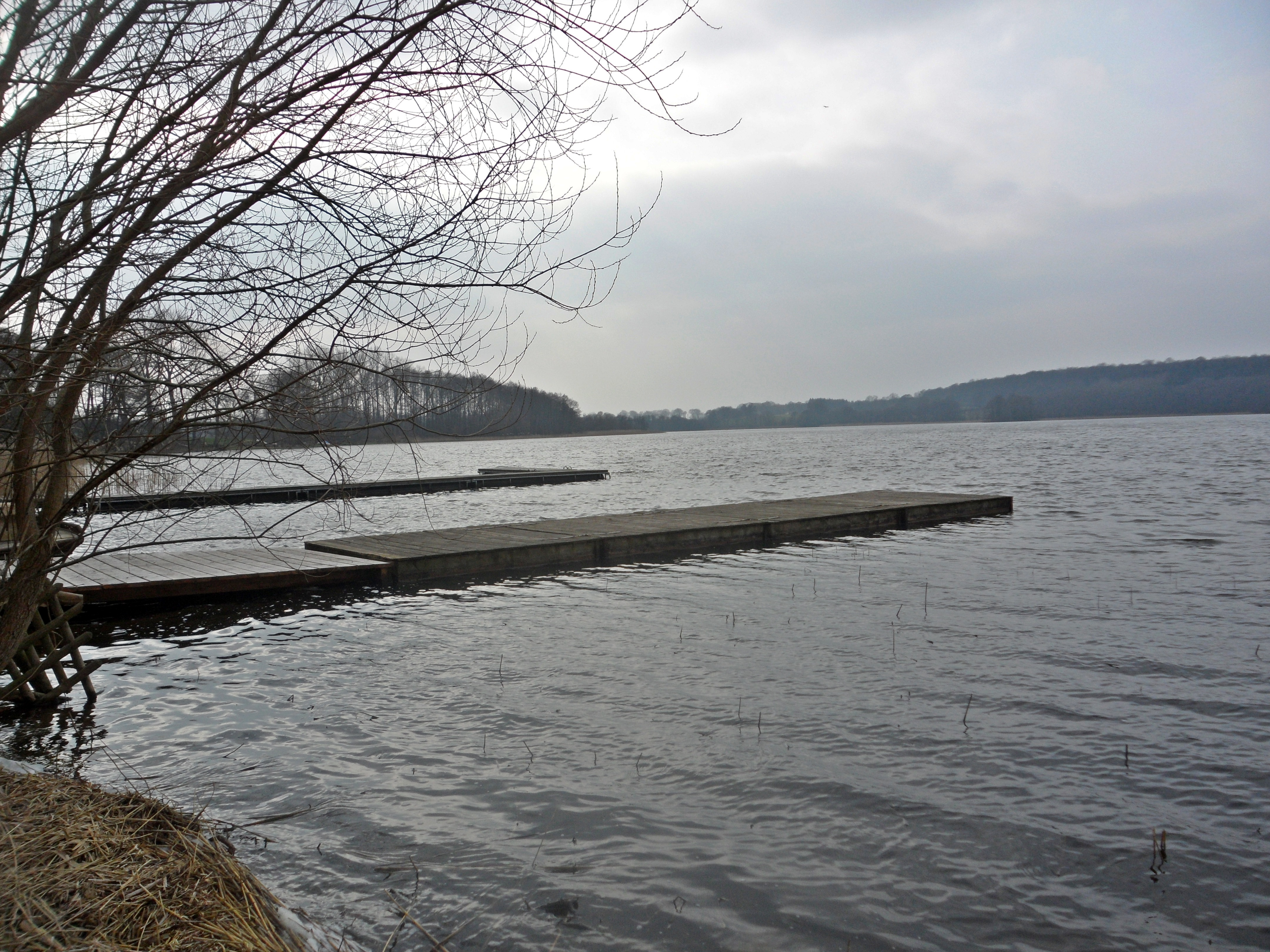